# 圣战豪情
《圣战豪情》（英語：Prince of Jutland）是一部1994年的剧情冒险片，由蓋布里爾·亞斯里编剧和导演，克里斯汀·貝爾、加布里埃尔·伯恩、海倫·美蘭、凱特·貝琴薩和布莱恩·考克斯主演。它改编自丹麦王子阿姆莱斯的传说，借鉴了萨克索·格拉玛提库斯12世纪的作品，此作品也是莎士比亚创作的剧本《哈姆雷特》的灵感来源。
该片也是大卫·贝特森和因配音电子游戏《刺客任務系列》主角殺手47而闻名的英国演员安迪·瑟克斯的电影处女作。